# 紗月結花
紗月 結花（さつき ゆか、1984年1月4日 - ）は、日本の元AV女優。
東京都出身。ロリータ系の企画単体女優。後藤結花、沙月かなえ名義での出演がある。

## 人物・来歴
- 身長：160cm 、スリーサイズ：B84・W60・H87 、Cカップ
- 容姿がよく似た三浦ハルカと混同されがちだが、別人である。
- 2003年にAVデビュー。2005年3月に一度引退したが、同年に復帰した。
- 2006年後半以降 目立った活動が確認されないため、現在は引退したとみられる。

## 出演作品

### アダルトビデオ
2003年
- 文化部代表3〜すばらしい世界〜（7月20日、ニューネクスト）※後藤結花として出演。
- HIGH SCHOOL FUCK（8月8日、アイデアポケット）
- PRIVATE VENUS!!（9月8日、アイデアポケット）
- 女子校生れず先輩と私53（10月8日、U&K）
- ももねこてぃ〜んず2（11月20日、ワールドユニティ）
- 秘書 〜華麗なる一日〜（12月12日、LEO）

2004年
- デジタルモザイク月刊美少女 Vol.001（1月1日、MOODYZ）オムニバス作品
- おでかけ（2月13日、ゴーゴーズ）
- 女子校生部活日誌 EPISODE.5 サッカー部編（2月20日、ホットエンターテイメント）
- とまりがけ（3月17日、ゴーゴーズ）
- 恥ずかしいコト。（4月15日、アウダースジャパン）
- おしかけ（4月16日、ゴーゴーズ）
- ガールズユニフォーム1 部活少女たちのセックスとリアルな日常（5月1日、MOODYZ）
- 尻だらけ（6月15日、MOODYZ）
- ラブデリ4（7月6日、アウダースジャパン）
- ロリロリフェイスCLUB 32（8月7日、リアルゾーン）
- 高級ロリソープ（9月1日、マルクス兄弟）
- 制服美少女狩り 肉陵辱中出し（10月12日、アヌビアス）※沙月かなえとして出演
- 女子校生監禁凌辱 鬼畜輪姦 49（12月8日、アタッカーズ）
- FACE[フェイス] 78（12月17日、アウダースジャパン）
- 裏FACE 催眠[赤]6（12月17日、アウダースジャパン）

2005年
- 濃厚接吻女学園（1月6日、アウダースジャパン）
- 紗月結花のレズ（3月1日、ワンズファクトリー）
- なりきり24時間〜オナ好き優等生のハレンチ日記〜（3月4日、アウダースジャパン）
- GOKAN3 EPISODE2 女子校生30人失踪事件（3月8日、アタッカーズ）
- 眼鏡ブルマ2（4月1日、ワンズファクトリー）
- ゴスロリ（5月1日、ワンズファクトリー）
- 妹たちに犯されたい･･･。（5月15日、ドグマ）
- 凌辱大捜査線 〜激淫の弾痕〜（7月7日、アタッカーズ）
- 過大妄想ワールド薄ピンククリトリス（8月20日、アウダースジャパン）
- エロメガネ（9月1日、ワンズファクトリー）
- 幕末月華伝 くノ一拷問凌辱（9月7日、アタッカーズ）

2006年
- 競泳水着の女 SPECIAL(2枚組）タイト&ウェット（1月4日、アキノリ）
- 癒らし。13（2月3日、アウダースジャパン）
- ハレン痴女子校生（3月7日、プレミアム）
- 催眠[赤]DX2 スーパーフリーズセックス編（3月24日、アウダースジャパン）
- 催眠[赤]DX2 スーパーMC編（3月24日、アウダースジャパン）
- 催眠[赤]DX2 スーパーコンプリート編（3月24日、アウダースジャパン）
- 女子高生3姉妹（7月1日、アイデアポケット）
- 紗月結花 生中出しスペシャル（7月7日、プレミアム）
- プレミアデジタルモザイク VOL.008（8月7日、プレミアム）
- ネオヤプーズ 2 集団調教ハーレム（9月7日、アタッカーズ）
- レイプ裁判 正義の法廷（10月7日、アタッカーズ）

発売日不明
- PCSport(ぴーしーすぽると）45（ワールドユニティ）